# 890-talet f.Kr.

## Händelser
- 894 f.Kr. – Zhou yi wang blir kung av den kinesiska Zhoudynastin.
- 892 f.Kr. – Då kung Megacles av Aten dör efter trettio års styre efterträds han av sin son Diognetus.
- 891 f.Kr. – Tukulti-Ninurta II efterträder sin far Adad-nirari II som kung av Assyrien.

## Avlidna
- 891 f.Kr. – Adad-nirari II, kung av Assyrien.
- 895 f.Kr. – Zhou xiao wang, kung av den kinesiska Zhoudynastin.